# Contact improvisation

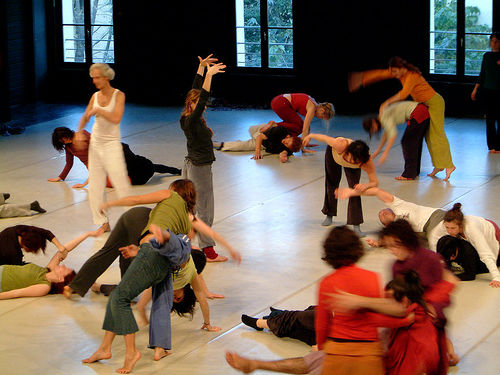
« Jam » di contact improvisation

La contact improvisation (CI) è una pratica di danza nella quale i punti di contatto fisico, fra almeno due danzatori, diventano il punto di partenza di un'esplorazione fatta di movimenti improvvisati.
Al di la dei semplici punti di contatto fisico, entra in gioco il contatto globale (auditivo, cinetico, percettivo/energetico ed anche affettivo) del danzatore con i suoi partner e con ciò che c'è intorno (il terreno, lo spazio, la forza di gravità, etc.).
Detta anche danza-contatto, è un genere di ballo improvvisato, una delle forme meglio conosciute e caratteristiche di  danza postmoderna. Nel corso di prove o workshop, l'improvvisazione di danza contatto, viene chiamata jam.
La contact improvisation è stata sviluppata, negli Stati Uniti nel corso degli anni settanta, da un gruppo di danzatori guidati da Steve Paxton e Nancy Stark Smith. Il primo balletto presentato con questa tecnica è stato Magnesium di Steve Paxton nel 1972. Paxton continuò con la prima performance di contact improvisation alla John Weber Gallery di New York. Successivamente, workshop e jam lo portarono a condividere esperienze diverse e sparse, avendo sempre come punto centrale la capacità di adattamento del corpo a sostenere ogni estremo contatto accidentale, giocando con la forza di gravità e le relazioni fra i protagonisti. Poco per volta si è andato delineando un linguaggio comune ed è stata codificata una serie di movimenti che utilizzano la danza, le arti marziali (in particolare, l’Aikido) e la ginnastica.
La priorità viene data all'ascolto e alla fiducia tra i partner: i contatti devono essere fatti con fluidità, i ballerini devono essere disponibili ai movimenti dei partner e questi debbono adattare i loro movimenti e spostamenti reciproci.
La contact improvisation può essere praticata in duo o in gruppo più numeroso.
Molti coreografi contemporanei utilizzano la contact improvisation come elemento centrale o secondario nelle loro coreografie, lasciando libero corso all'inventiva dei danzatori.
Esiste oggi una notevole rete di collegamenti sulla contact improvisation, particolarmente intensa negli Stati Uniti, in Canada, in Argentina, in Europa occidentale in Finlandia in Russia, in Giappone, in Australia, in Nuova Zelanda ed in Italia